# Lemmersdorf

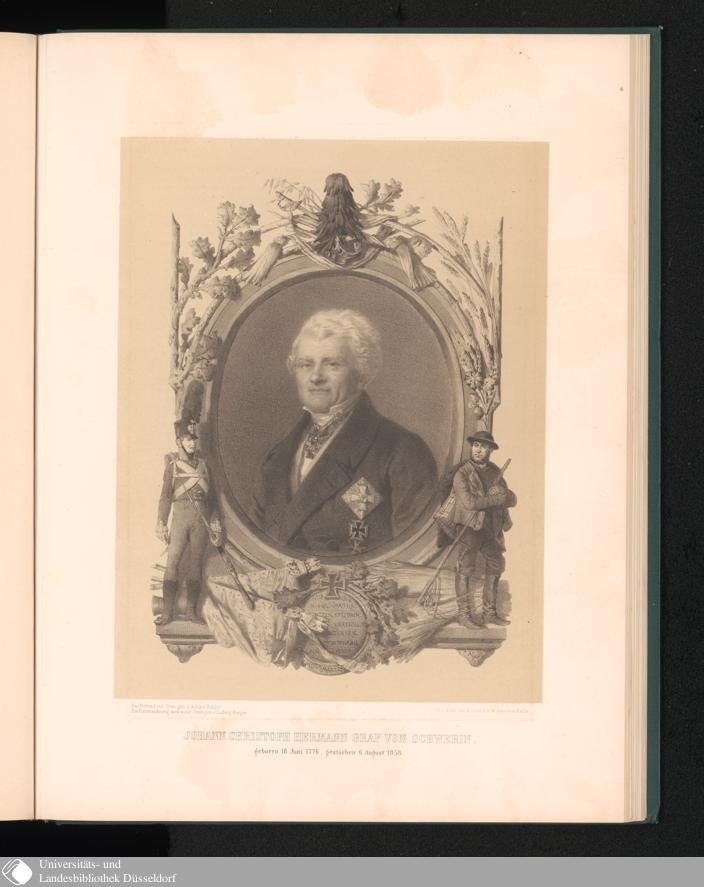
Reichsgraf Johann Christoph Herrmann von Schwerin (1776–1858). Erwarb Lemmersdorf 1840.

Lemmersdorf ist ein bewohnter Gemeindeteil im Ortsteil Hetzdorf der amtsfreien Gemeinde Uckerland im Landkreis Uckermark in Brandenburg.

## Geographie
Der Ort liegt einen Kilometer nordnordwestlich von Hetzdorf und sieben Kilometer südsüdwestlich von Strasburg (Uckermark). Die Nachbarorte sind Fahrenholz im Nordosten, Kleisthöhe im Osten, Hetzdorf im Südosten, Gneisenau im Süden, Schlepkow im Südwesten, Wolfshagen im Westen sowie Amalienhof und Hornshagen im Nordwesten.
Im Ort sind einige vorgeschichtliche Funde wie Schmucknadeln sind vorzuweisen.

## Orts- und Gutsgeschichte
Nach Ernst Fidicin wird das Dorf 1375 ersterwähnt im Landbuch Kaiser Karl`s IV, als Lambertsdorf und war noch 1536 eine wüste Feldmark. Später kam die Namensführung Lommersdorf auf.
Im Dorf entwickelte sich über ein gutsherrliches Vorwerk früh ein eigenständiger Gutsbezirk. Lemmersdorf galt dann als churbrandenburgisches adliches Dorf in der Ukermark. Gut Lemmersdorf war lange im Besitz der Familie von Gloeden (auch Glöden), bis 1773. Dann war die Familie von Arnim vor Ort,  gefolgt vom Ritterschaftsrat Hermann von Stülpnagel. Dieser war wie fast alle Gutsherren sogleich der Gerichtsherr des Ortes. Zwischenzeitlich besaß es via Contrakt über 75.000 Thlr. dann die briefadelige Familie von Gundlach, vertreten durch den Landwirt Hans Karl (Carl) von Gundlach-Leizen (* 1812; † 1864). auf Brunstorf bei Marlow. Von ihm erwarb es 1840 der Reichsgraf Herrmann von Schwerin, für 95.000 Thlr.
Ein späterer Besitzer war Alfred Graf zu Solms-Sonnenwalde, der es 1854 von seinem Schwiegervater Herrmann von Schwerin erhielt. Ihm folgte dann seine Ehefrau. Sie war im ausgehenden 19. Jahrhundert kurzzeitig Gutsherrin, Amalie Gräfin zu Solms-Sonnenwalde, geb. Gräfin von Schwerin-Wolfshagen. Die Gutsherrin führte den Betrieb nicht selbst, dieser war damals verpachtet. Gräfin Solms wohnte in Berlin-Mitte und teils auf Schloss Sonnewalde in der Niederlausitz. Gut Lemmersdorf hatte damals einen Umfang von 506 ha. Davon waren 192 ha Forsten. In den 1920er Jahren bis zur Bodenreform war der Offizier Alfred Graf von Schwerin (1859–1946) Gutsbesitzer in Lemmersdorf, Größe des Gutes hier 531 ha. Der Major war mit Anita von Düring (1870–1954) verheiratet und hatte seit 1925 zwei Adoptivsöhne, den späteren Reichsminister Lutz Graf Schwerin von Krosigk und Wilfried Graf Schwerin von Krosigk. Anita von Schwerin blieb im Osten und lebte zuletzt in Eberswalde.
Das Gutshaus Lemmersdorf ist erhalten geblieben und saniert. Im Gutspark befinden sich vier seltene Baumexemplare.
Lemmersdorf war ab dem 17. Jahrhundert in Hetzdorf eingepfarrt.